# 드림로
드림로는 인천광역시 서구 수도권 매립지부터 경기도 김포시 고촌읍 전호리 수송도로삼거리까지를 잇는 도로이다.
서울시와 경기도 북부의 쓰레기를 수도권 매립지까지 수송할 목적으로 서울시가 413억 원을 투입해 1992년 10월 31일 개통한 길이 14.17 km의 왕복 4차선 도로이다. 이 때문에 이 도로는 수도권 매립지 연결도로 또는 쓰레기 수송도로라고 불렸다.
경인 아라뱃길 건설로 인해 김포시 고촌읍 신곡리 쪽으로 도로가 우회·이설되고 2011년 7월 말 백운교가 개통하면서 총 연장이 500여 m 늘어났다. 2011년 7월 29일부터 실시된 도로명새주소 안내를 위한 도로명 정비로 드림로라는 이름이 붙여졌고, 수도권 매립지의 입구 쪽 700여 m는 매립지 내 도로와 함께 거월로로 명명되었다. '드림로'라는 이름은 수도권 매립지 부지에 조성할 예정인 드림파크와 연결되어 있는 도로라는 뜻을 가지고 있다.

## 역사
- 1992년 10월 31일 : 수도권 매립지 연결도로 14.17km 구간 개통
- 2009년 7월 10일 : 2개 이상 시·도에 걸쳐 있는 도로로 드림로를 고시[4]
- 2015년 8월 6일 : 경인아라뱃길 수로건설로 인해 우회도로 개설로 도로구간 변경[5]

## 경유지
수도권 매립지 - 왕길고가교교차로 - 백석고가교 - 독정사거리 - 고산후로입구 - (서구 -계양구 둑실동경계) - (계양구 둑실동-서구 경계) - (서구-계양구 갈현동 경계) - 갈산교 - 황어로입구 - 장기서로입구 - 장기사거리 - 인항로교차로 - 선주교 - (인천-경기 경계) - 백운교 - 수송도로삼거리